# الجاحات (مذيخرة)

تعديل مصدري - تعديل

الجاحات محلة تابعة لقرية العقرمي، التابعة لعزلة الاشعوب بمديرية مذيخرة إحدى مديريات محافظة إب في الجمهورية اليمنية، بلغ تعداد سكانها 210 حسب تعداد اليمن لعام 2004.